# Orden de Timor Oriental
La Orden de Timor Oriental (en portugués: Ordem de Timor-Leste) es la máxima condecoración de la República Democrática de Timor Oriental.
Físicamente consiste en un escudo montado en una estrella roja de cinco puntas cortas y otras cinco ensanchadas y con los extremos hendidos por una escotadura, esto está montado sobre una placa de oro pentagonal que se une, mediante dos ramas doradas a una cruz paté que tiene en su centro una estrella dorada de trece puntas, todo lo cual pende de una cinta blanca en el centro y hacia los costados estrechamente amarilla, luego rojo, luego estrechamente amarilla y finalmente estrechamente negra.
Se otorga en cuatro grados. El primero es exclusivo para jefes de Estado.
Entre los condecorados se encuentran: la Brigada Médica Cubana en Timor Oriental (2008); James Dunn (antiguo cónsul australiano en Timor Oriental, 2009); Peter Cosgrove (2009); Carmel Budiardjo (2009); Fidel Castro (2010); José Manuel Barroso (2010); Gunnar Stålsett (2010) y la Brigada Educativa Cubana en Timor Oriental (2011).